# Bezirk Załoźce
Bezirk Załoźce – dawny powiat (Bezirk) kraju koronnego Królestwo Galicji i Lodomerii, funkcjonujący w latach 1854–1867. Siedzibą starostwa było miasteczko Załoźce.

## Historia
Bezirk Załoźce utworzono w ramach reformy uwłaszczeniowej z okresu Wiosny Ludów (1848–1849), która likwidowała jurysdykcję właściciela ziemskiego nad poddanymi. W Galicji, dominium – jako podstawowa jednostka administracyjna i filar systemu feudalnego straciło rację bytu. Konieczne stało się zatem wprowadzenie nowego systemu administracyjnego, którego zręby powstały w latach 1851–1855. Nowy trójstopniowy podział administracyjny objął 21 cyrkułów (niem. Kreise), 179 małych powiatów (niem. Bezirke) i ponad 6000 gmin (niem. Gemeinde).
Bezirk Załoźce objął obszar o wielkości 9,1 mil², zamieszkany przez 27.388 ludzi i podzielony na 40 gmin katastralnych, w tym trzy miasteczka (Markopol, Podkamień i Załoźce). Wszedł w skład cyrkułu złoczowskiego, jako jeden z jego dziesięciu powiatów. Od wschodu graniczył z Imperium Rosyjskim.
Po nadaniu Galicji autonomii oraz powołaniu samorządu gminnego i powiatowego w 1865 zlikwidowano cyrkuły (Kreise). Dotychczasowe małe powiaty (Bezirke) w liczbie 179, utrzymały się do 1867 roku, kiedy to w następstwie kolejnej reformy administracyjnej (23 stycznia 1867) zostały zastąpione przez 74 większych powiatów. Obszar zniesionego Bezirk Załoźce wszedł wtedy w skład nowych powiatów brodzkiego i złoczowskiego (vide podział w tabeli poniżej). 1 września 1904 blisko połowa gmin dawnego Bezirk Załoźce weszła w skład nowo utworzonego powiatu zborowskiego.

## Podział administracyjny (1854)
| Lp. | Gmina jednostkowa              | Powierzchnia | Ludność | Powiat w 1867 po zniesieniu |
| --- | ------------------------------ | ------------ | ------- | --------------------------- |
| 1   | Załoźce (m)                    | 2573         | 4631    | brodzki                     |
| 2   | Blich                          | 1031         | 368     | brodzki                     |
| 3   | Czystopady                     | 1664         | 656     | brodzki                     |
| 4   | Ratyszcze                      | 2025         | 498     | brodzki                     |
| 5   | Reniów                         | 1744         | 642     | brodzki                     |
| 6   | Wertełka                       | 1618         | 453     | brodzki                     |
| 7   | Milno                          | 5018         | 1696    | brodzki                     |
| 8   | Gontowa                        | 387          | 249     | brodzki                     |
| 9   | Białogłowy                     | 3030         | 889     | złoczowski                  |
| 10  | Neterpińce                     | 863          | 316     | złoczowski                  |
| 11  | Trościaniec Wielki             | 3155         | 1026    | brodzki                     |
| 12  | Seretec                        | 1821         | 527     | brodzki                     |
| 13  | Podbereźce                     | 1204         | 327     | brodzki                     |
| 14  | Zagórze z Niszkowcami          | 3830         | 968     | brodzki                     |
| 15  | Panasówka                      | 2746         | 549     | brodzki                     |
| 16  | Kutyszcze                      | 935          | 308     | brodzki                     |
| 17  | Jaśniszcze                     | 780          | 324     | brodzki                     |
| 18  | Popowce                        | 2640         | 715     | brodzki                     |
| 19  | Dudyń                          | 2640         | 181     | brodzki                     |
| 20  | Palikrowy                      | 2092         | 470     | brodzki                     |
| 21  | Pańkowce                       | 1372         | 209     | brodzki                     |
| 22  | Orzechowczyk                   | 2484         | 227     | brodzki                     |
| 23  | Wierzbowczyk                   | 2484         | 261     | brodzki                     |
| 24  | Styberówka                     | 1202         | 249     | brodzki                     |
| 25  | Podkamień (m)                  | 4898         | 2595    | brodzki                     |
| 26  | Niemiacz                       | 1252         | 639     | brodzki                     |
| 27  | Markopol (m) z Międzygórzem    | 2983         | 921     | brodzki                     |
| 28  | Szyszkowce                     | 1268         | 313     | brodzki                     |
| 29  | Zwyżyń                         | 1920         | 513     | brodzki                     |
| 30  | Hnidawa                        | 1074         | 305     | brodzki                     |
| 31  | Pieniaki                       | 7192         | 828     | brodzki                     |
| 32  | Czepiele                       | 2369         | 526     | brodzki                     |
| 33  | Hołubica z Żarkowem            | 3174         | 927     | brodzki                     |
| 34  | Huta Pieniacka                 | 275          | 535     | brodzki                     |
| 35  | Litowisko, Hucisko i Maleniska | 2745         | 789     | brodzki                     |
| 36  | Majdan                         | 150          | 139     | brodzki                     |
| 37  | Łukawiec                       | 2332         | 311     | brodzki                     |
| 38  | Batków                         | 1377         | 445     | brodzki                     |
| 39  | Manajów                        | 2615         | 550     | złoczowski                  |
| 40  | Kruhów                         | 1253         | 313     | złoczowski                  |

Objaśnienie:
(M) = miasto; (m) = miasteczko